# فیلیپ وایلی
فیلیپ وایلی (انگلیسی: Philip Wylie؛ ۱۲ آوریل ۱۹۰۲ – ۲۵ اکتبر ۱۹۷۱ (aged 69)) یک نویسنده اهل ایالات متحده آمریکا بود.